# Rt Roca
Rt Roca (portugalsko Cabo da Roca) je rt, ki tvori skrajno zahodno točko hribovja Sintra, celinske Portugalske, celinske Evrope in evrazijskega kopnega. Je v občini Sintra, blizu mesta Azóia, na jugozahodu lizbonskega okrožja. Predvsem točka vključuje svetilnik, ki je začel delovati leta 1772.
Rt Roca opisuje pesnik Luis de Camões v svoji pesmi Onde a terra acaba e o mar começa, in sicer kot kraj, kjer se konča zemlja in začne morje.

## Zgodovina
Rt Roca je bil Rimljanom znana kot Promontorium Magnum in v dobi odkritij kot Lizbonska skala.

### Svetilnik
Svetilnik Cabo da Roca (portugalsko Farol do Cabo da Roca) je svetilnik, ki je 165 metrov nad Atlantskim oceanom, na najbolj zahodnem delu Portugalske (in celinske Evrope). Stoji v civilni župniji Colares v občini Sintra, na rtu, sestavljenem iz granitnih balvanov in vmesnega apnenca. Je svetilnik tretjega reda, ki je prvotno začel delovati leta 1772. To je bil prvi nov namensko zgrajen svetilnik v državi; starejši svetilniki, ki so takrat obstajali, so bili zgrajeni na obstoječih ploščadih ali iz že obstoječih svetilnikov.

## Geografija
Rt je znotraj naravnega parka Sintra-Cascais, 42 kilometrov zahodno od mesta Lizbona in jugozahodno od Sintre. Lokacija (38°47′N 9°30′W / 38.783°N 9.500°W)  je vpisana na kamniti plošči, ki je na spomeniku na mestu.
Zahodna obala je mešanica peščenih plaž in skalnatih rtov: okoli Cabo da Roca so pečine visoke več kot 100 metrov in so vrezane v kristalinske kamnine, sestavljene iz močno nagubanih in prelomnih sedimentnih enot. Te oblike motijo nasipi in majhne plaže. Ta rt "visokih" plaž je skrajni zahodni potop starodavnega eruptivnega masiva Sintra, kot je razvidno iz rožnatega granita na severu in sienita Ribeira do Louriçal na jugu. V bližini rta so geomorfološki primeri gabro-diorita, vulkanske breče in granita.
Del granitnih formacij kaže znake močne obalne erozije, medtem ko so na drugih območjih apnenčaste usedline, vdelane v granit.
Velik del vegetacije na tem rtu je nizko ležeča in prilagojena na slano vodo in vetrovne razmere. Rt Roca, ki je bil nekoč dom raznolikega rastlinskega sveta, je preplavila invazivna rastlinska vrsta Carpobrotus edulis. To plazečo se rastlino, ki tvori zastirko, članico družine sukulentnih rastlin ali sočnic iz Afrike Aizoaceae, so lokalni prebivalci pred nekaj desetletji uvedli kot pokrov tal, zdaj pa pokriva velik del obdelovalne zemlje na Rtu Roca.
Vzdolž pečin in zaščitenih zalivov obalnega območja začasno prenočujejo številne ptice selivke in morske ptice.

### Podnebje
Podnebje na Rtu Roca je izjemno umirjeno zaradi oceana. Zaradi sezonskega dvigovanja ima območje, ki obsega rt, hladna, stabilna poletja z malo ali brez padavin, vendar so zelo pogosti pojavi megle, ki poveča vlažnost in zmanjša osončenost. Poletje je tudi najbolj vetrovno obdobje v letu, julij in avgust povprečno okoli 15 km/h. Po drugi strani pa so zime deževne in imajo zmerne temperature, zlasti ponoči, čeprav je količina padavin v tej sezoni neprimerljiva z drugimi kraji v bližini, kot je hribovje Sintra, ki lahko prejme trikrat toliko padavin. Zaradi sezonskega zamika je september najtoplejši mesec.
- Spomenik, ki oznanja Rt Roca kot najzahodnejšo točko celinske Evrope
- Granitni balvani in morske pečine ob obali, severno od rta
- Invazivni Carpobrotus edulis, ki raste na rtski planoti
- Obala v Cabo da Roca